# 名古屋市立枇杷島小学校
名古屋市立 枇杷島小学校（なごやしりつ びわじましょうがっこう）は、名古屋市西区枇杷島三丁目の公立小学校。

## 歴史

### 沿革
- 1874年（明治7年） - 第二大学区第一中学区第十四番枇杷島小学校として設置される[WEB 2]。
- 1891年（明治24年） - 濃尾地震に被災し、校舎が全壊する[WEB 2]。
- 1892年（明治25年） - 枇杷島町立枇杷島尋常小学校と改称する[WEB 2]。
- 1906年（明治39年） - 西春日井郡西部高等小学校廃止に伴い高等科を併置し、西春日井郡枇杷島尋常高等小学校と名称を改める[WEB 2]。
- 1908年（明治41年） - 現在地に移転し、従来の八幡社境内より移転する[WEB 2]。
- 1921年（大正10年） - 枇杷島町が名古屋市に編入され、名古屋市枇杷島尋常小学校と改称する[WEB 2]。
- 1942年（昭和17年） - 名古屋市枇杷島国民学校と改称する[WEB 2]。
- 1944年（昭和19年） - 戦況の悪化により愛知県葉栗郡浅井町に集団学童疎開[WEB 2]。1945年（昭和20年）11月5日終了[WEB 2]。
- 1947年（昭和22年） - 名古屋市立枇杷島小学校と改称する[WEB 2]。
- 1965年（昭和40年） - 栄生学区の一部を編入する[WEB 2]。
- 1966年（昭和41年） - 庄内学区の一部を編入する[WEB 2]。
- 1968年（昭和43年） - 児玉学区の一部を編入する[WEB 2]。
- 1974年（昭和49年） - 開校100周年記念誌発行[WEB 2]。
- 1980年（昭和55年） - 鉄筋造の新校舎が完成[WEB 2]。校訓碑除幕[WEB 2]。
- 1984年（昭和59年） - 開校110周年記念誌発行[WEB 2]。

### 児童数の変遷
『愛知県小中学校誌』（1998年）によると、児童数の変遷は以下の通りである。
| 1947年（昭和22年） | 960人   |  |
| 1957年（昭和32年） | 1,138人 |  |
| 1967年（昭和42年） | 892人   |  |
| 1977年（昭和52年） | 951人   |  |
| 1987年（昭和62年） | 525人   |  |
| 1997年（平成9年）  | 440人   |  |

## 通学区域
所管する名古屋市教育委員会は、2018年（平成30年）9月1日現在、西区のうち、枇杷島一丁目・枇杷島二丁目・枇杷島三丁目・枇杷島四丁目・枇杷島五丁目・南堀越二丁目の全域および、南堀越一丁目の一部を通学区域として指定している。
また、卒業後の進学先は名古屋市立天神山中学校となっている。

## アクセス
- 名古屋市営バス「白菊町」停留所下車[WEB 5]

### WEB
1. ↑  “所在地”.   名古屋市立枇杷島小学校. 2020年5月17日閲覧。
2. 1 2 3 4 5 6 7 8 9 10 11 12 13 14 15 16 17  “沿革”.   名古屋市立枇杷島小学校. 2020年5月17日閲覧。
3. ↑  名古屋市教育委員会事務局総務部教育環境計画室計画係 (2019年9月1日). “名古屋市立小・中学校の通学区域一覧（西区）” (PDF).   名古屋市. 2020年5月17日閲覧。
4. ↑  教育委員会事務局総務部教育環境計画室計画係 (2018年4月1日). “名古屋市立中学校区一覧（小→中）” (PDF).   名古屋市. 2020年5月17日閲覧。
5. ↑  名古屋市教育委員会事務局総務部企画経理課企画統計係 (2018年9月18日). “西区の小・中学校一覧”.   名古屋市. 2020年5月17日閲覧。

### 書籍
1. 1 2 3  六三制教育五十周年記念愛知県小中学校誌編集委員会 1998, p. 299.